# Rótarfjall
Rótarfjall är ett berg i republiken Island. Det ligger i regionen Austurland, 250 km öster om huvudstaden Reykjavík. Toppen på Rótarfjall är 782 meter över havet.
Det finns inga samhällen i närheten. Trakten runt Rótarfjall består i huvudsak av gräsmarker.